# Gare du Pallet
Gare du Pallet – stacja kolejowa w Le Pallet, w departamencie Loara Atlantycka, w regionie Kraj Loary, we Francji.
Jest stacją kolejową Société nationale des chemins de fer français (SNCF), obsługiwaną przez pociągi TER Pays de la Loire kursujące pomiędzy Nantes, La Roche-sur-Yon i Les Sables-d’Olonne, a od 15 czerwca 2011 przez tramwaj dwusystemowy.